# Clypeaster durandi
Clypeaster durandi is een zee-egel uit de familie Clypeasteridae.
De wetenschappelijke naam van de soort werd in 1959 gepubliceerd door Gustave Cherbonnier.